# Zweiundsiebzig
Die Zweiundsiebzig (72) ist eine gerade natürliche Zahl. 

## Mathematik
- 72 ist eine Harshad-Zahl.
- 72 kann als Summe von 4 aufeinanderfolgenden Primzahlen dargestellt werden. (13 + 17 + 19 + 23)
- 72 kann als Summe von 6 aufeinanderfolgenden Primzahlen dargestellt werden. (5 + 7 + 11 + 13 + 17 + 19)

## Chemie
- 72 ist die Ordnungszahl von Hafnium.

## Symbolik
72 ist eine symbolgeschichtlich bedeutsame Zahl. Sie steht für
- 72 ethnische Totems (biblisch die Söhne jener Engel, die mit den Töchtern der Menschen Söhne zeugten, die Helden der Vorzeit, woraus sich Begriffe von Seele und Volk sowie deren Verhältnis zu Gott ableiten, auf das Fünklein der Seele bei Meister Eckhart, dass Gott unantastbar heilig ist)
- 72 Bausteine im äußeren Kreis von Stonehenge
- Zweiundsiebzig Sprachen, nach christlich-mittelalterlicher Tradition die Zahl der Weltsprachen
- die Zahl der Gelehrten, die der Legende nach die Übersetzung der Septuaginta in Alexandria (Ägypten) angefertigt haben, und die Anzahl der dazu benötigten Tage
- Zweiundsiebzig Völker, nach christlich-mittelalterlicher Tradition die Zahl der Völker der Welt
- Zweiundsiebzig Jünger, frühe Jünger Jesu
- 72 ersten christlichen Bischöfe
- Zweiundsiebzig glückliche Orte des Daoismus
- 72 Gipfel des Huang Shan
- 72 indische Ragas
- die 72 geheimen Namen des Höchsten bzw. die 72 Buchstaben des geheimen Gottesnamens bzw. den Namen Gottes in 72 Sprachen
- die 72 Engelsnamen nach altjüdischer Tradition
- die 72 Sekten bzw. Ketzereien im Islam[1]
- die 72 Jungfrauen (huris) im Koran[2]